# 전격시사
《전격시사》는 KBS 1라디오(전국, 수도권 기준 FM 97.3MHz, AM 711kHz)에서 매주 평일 아침 7시 20분부터 오전 9시까지 방송되는 아침 라디오 시사 프로그램이다.

## 역사
2023년 11월 13일에 《최강시사》가 종영되며 이 시간에 같은 달 11월 14일부터  12월 29일까지 《특집 KBS 1라디오 오늘》이 대체 편성되어 방송되었으며, 2024년 1월 1일부터 새해 개편으로 편성되었다. 단, 첫방송 시작한지 4개월 만에 전종철 기자는 전격시사에서 뉴스레터K로, 고성국 기자가 신설했다가, 정창준 기자는 5개월 만에 신설했다.
단, 2025년 1월 1일 새해 첫날이 되는 방송 1주년을 맞이한다.

## 방송 시간
| 방송 채널   | 방송 기간             | 방송 시간                       | 방송 분량  |
| ----------- | --------------------- | ------------------------------- | ---------- |
| KBS 1라디오 | 2024년 1월 1일 ~ 현재 | 매주 평일 아침 7:20 ~ 오전 9:00 | 1시간 40분 |

## DJ
| 대수 | 진행자             | 진행 기간                          | 비고 |
| ---- | ------------------ | ---------------------------------- | ---- |
| 1대  | 전종철 기자        | 2024년 1월 1일 ~ 2024년 5월 17일   |      |
| 2대  | 고성국 시사 평론가 | 2024년 5월 20일 ~ 2024년 12월 13일 |      |
| 3대  | 정창준 기자        | 2024년 12월 16일 ~ 현재            |      |

## 지역 방송국 프로그램
- 3부는 지역 자체 방송으로 방송·편성된다.
- 명절·공휴일에는 3부를 포함해서 전국 방송으로 방송된다.
- 단, 본사 방송 수중계는 춘천, 부산, 창원, 진주, 대구지역이므로 총 5개이다.
- 단, 1, 2부는 모두 전국방송이다.

| 방송 채널        | 방송 권역                          | 프로그램                                         | 방송 시간                          | 진행자         |
| ---------------- | ---------------------------------- | ------------------------------------------------ | ---------------------------------- | -------------- |
| KBS 원주 1라디오 | 강원특별자치도                     | 상쾌한 아침 원주에서 출발합니다                  | 매주 평일 아침 8시 30분 ~ 오전 9시 | 이은주         |
| KBS 강릉 1라디오 | 강원특별자치도                     | 영동포커스                                       | 매주 평일 아침 8시 30분 ~ 오전 9시 | 이영재         |
| KBS 대전 1라디오 | 대전광역시 세종특별자치시 충청남도 | KBS대전 생생뉴스                                 | 매주 평일 아침 8시 30분 ~ 오전 9시 | 박지은         |
| KBS 청주 1라디오 | 충청북도                           | 지용수의 투데이 충북                             | 매주 평일 아침 8시 30분 ~ 오전 9시 | 지용수         |
| KBS 충주 1라디오 | 충청북도                           | 계명산의 아침                                    | 매주 평일 아침 8시 30분 ~ 오전 9시 | 장예진         |
| KBS 울산 1라디오 | 울산광역시                         | 시사투데이 울산                                  | 매주 평일 아침 8시 30분 ~ 오전 9시 | 이지향         |
| KBS 포항 1라디오 | 경상북도                           | 활기찬아침 포항입니다 생생매거진 오늘 울릉입니다 | 매주 평일 아침 8시 30분 ~ 오전 9시 | 하승현 이은혜  |
| KBS 안동 1라디오 | 경상북도                           | 아침의 광장                                      | 매주 평일 아침 8시 30분 ~ 오전 9시 | 김민혜         |
| KBS 광주 1라디오 | 광주광역시                         | 출발! 무등의 아침                                | 매주 평일 아침 8시 30분 ~ 오전 9시 | 정길훈         |
| KBS 목포 1라디오 | 전라남도                           | 출발 서해안 시대                                 | 매주 평일 아침 8시 30분 ~ 오전 9시 | 김석훈         |
| KBS 순천 1라디오 | 전라남도                           | 시사초점, 전남 동부입니다                        | 매주 평일 아침 8시 30분 ~ 오전 9시 | 윤형혁, 최유라 |
| KBS 전주 1라디오 | 전북특별자치도                     | 패트롤 전북                                      | 매주 평일 아침 8시 30분 ~ 오전 9시 | 함윤호         |
| KBS 제주 1라디오 | 제주특별자치도                     | 제주포커스                                       | 매주 평일 아침 8시 30분 ~ 오전 9시 | 고새롬         |

## 같이 보기
- 뉴스
- 시사
- 정치